# 陳淑真
陈淑真（？—1358年），元朝女性人物，富州（今江西省丰城市）陈璧之女。
陈璧是儒者，因避乱移居龙兴路（今江西省南昌市）。陈淑真七岁就能诵诗鼓琴。至正十八年（1358年），陈友谅攻打龙兴，陈淑真见邻家老婆婆仓皇来告，于是坐在牖下取琴弹奏。曲终，泫然流涕说：“我要绝弦于此吗！”父母感到奇怪，问她，陈淑真说：“城陷必受辱，不如早死。”第二天陈军至，她住的地方临近东湖，于是投水自杀。因为水浅没有死，陈军抽箭胁迫她上岸，陈淑真不从，被射杀而死。